# Compton (Berkshire)
Pour les articles homonymes, voir Compton.
Compton est une paroisse civile et un village du Berkshire, en Angleterre.